# Bout de Zan infirmier
Bout de Zan infirmier és una pel·lícula muda francesa escrita i dirigida per Louis Feuillade i estrenada el 3 de febrer de 1915.
Aquesta pel·lícula forma part de la sèrie Bout de Zan.

## Repartiment
- René Poyen : Bout de Zan